# Réserve naturelle d'Abetone
La Réserve naturelle d'Abetone (en italien : Riserva naturale Abetone) est une zone naturelle protégée créée en 1977 et située sur la commune d'Abetone, dans  la province de Pistoia en Toscane,.
À l'intérieur se trouve le jardin botanique de la forêt d'Abetone.

## Territoire
La réserve est située à une altitude entre 1 060 m et 1 560 m dans la Montagna pistoiese (it) avec des forêts de conifères, des forêts de hêtres, des forêts mixtes, des prairies de crête, des landes de montagne et de vastes affleurements rocheux. La réserve se distingue par la présence de plantations historiques de sapins argentés, résultat d'une activité agricole qui a duré des siècles. Cette forêt est administrée, depuis 1871, par le Corps Forestier de l'État.
La réserve est en accès libre avec des aires de pique-nique et quelques sentiers avec des panneaux pédagogiques dont « Le chemin de l'amitié » qui présente une exposition d'œuvres d'art.

## Faune
Parmi les mammifères on trouve : le loup, le chevreuil, la martre, la fouine, l'écureuil, le loir, la marmotte. Parmi les oiseaux de proie, on peut observer l'aigle royal.

## Flore
La surface de la réserve est presque totalement boisée. Elle contient des espèces herbacées avec des fleurs comme l'ancolie commune, la gentiane de printemps, le lis martagon, le chèvrefeuille noir et la pulmonaire des montagnes.